# Eupithecia placidata
Eupithecia placidata là một loài bướm đêm trong họ Geometridae.